# 水壬楓子
水壬 楓子（みなみ ふうこ、1月26日 - ）は、日本のBL小説家。血液型はA型。
代表作に『コルセーア』（リンクスロマンス、幻冬舎）などがある。

## 作品

### 小説

#### シリーズ作品
- スキャンダルシリーズ
  - スキャンダル 全3巻（1999年、イラスト：神城アキラ、バニラ新書）
  - いつもそこにはスキャンダル（綺月陣との共著、2000年、イラスト：神城アキラ＋ともゑななこ、バニラ外伝）
  - スキャンダルシリーズ（改稿＋新装版＋続編（番外編）、2009年 - 2010年、イラスト：高座朗、リンクスロマンス）
    - スキャンダル 上下巻
    - リスク
    - ルール

- 卒業式
  - 卒業式（2000年、イラスト：暮越咲耶、ECLIPSE ROMANCE）
    - 卒業式～答辞～
    - 卒業式～送辞 ～

  - 卒業式（改稿＋新装版、2010年、イラスト：高久尚子、ガッシュ文庫）
    - 卒業式～答辞～
    - 卒業式～祝辞～

- お手をどうぞシリーズ
  - お手をどうぞシリーズ（2001年 - 2002年、イラスト：白砂順、ECLIPSE ROMANCE）
    - お手をどうぞ
    - キスをどうぞ
    - 秘密をどうぞ

  - お手をどうぞシリーズ（新装版＋続編、イラスト：雨澄ノカ、ガッシュ文庫）
    - お手をどうぞ
    - キスをどうぞ
    - 秘密をどうぞ
    - 誓いをどうぞ

- ムーンリットシリーズ　
  - ムーンリットシリーズ（2002年、イラスト：白砂順、ECLIPSE ROMANCE）
    - ムーンリット・ハンティング
    - ムーンリット・エスケープ

  - ムーンリットシリーズ（続編＋新装版（3巻より後に発売）、2004年 - 2007年、イラスト：白砂順、リンクスロマンス）
    - ムーンリット・ハンティング
    - ムーンリット・エスケープ
    - ムーンリット・ドロップス
    - ムーンリット・ラプソディ
    - ムーンリット・プレシャス
    - ムーンリット・フォーチュン
    - ムーンリット・ウェディング

- 最凶の恋人
  - 最凶の恋人（2002年 - 2004年、イラスト：しおべり由生、LAQIA SUPER EXTRA NOVELS）
    - 最凶の恋人 1 ～千住柾鷹の標的～
    - 最凶の恋人 2 ～狩屋秋俊の出張～
    - 最凶の恋人 3 ～国香知紘の憂鬱～
    - 最凶の恋人 4 ～朝木遙の覚悟～

  - 最凶の恋人（新装版＋続編、2011年 - 2023年、イラスト：しおべり由生、ビーボーイスラッシュノベルズ）
    - 最凶の恋人―ルームメイト―
    - 最凶の恋人―地上の楽園―
    - 最凶の恋人―蝶々の束縛―
    - 最凶の恋人―覚悟の日―
    - 最凶の恋人―ある一つの賭け―
    - 最凶の恋人 ―例会にて―
    - 最凶の恋人 ―組員日記―
    - 最凶の恋人 ―ある訣別―
    - 最凶の恋人 ―虎の尾―
    - 最凶の恋人 ―10days Party―
    - 最凶の恋人 ―組員日記2―
    - 最凶の恋人 ―極道と俳優―
    - 最凶の恋人 ―境界を越える男―
    - 最凶の恋人 ―跡目・柾鷹―
    - 最凶の恋人 ―for a moment of 15―
    - 最凶の恋人 ―組長の女神様―
    - 最凶の恋人 ―追って追われて―

  - 最凶の恋人 ―BIRTHDAY―（2018年、イラスト：しおべり由生、ビーボーイデジタルノベルズ）

- 月ノ森学園シリーズ（2002年 - 2004年、イラスト：せら、角川ルビー文庫）
  - 寮長様とヒミツの契約
  - 会長様とキケンな密約
  - 校医様は夜の暴君
  - 御曹司と甘美な取引

- コルセーア（2003年 - 2015年、イラスト：御園えりい、リンクスロマンス）
  - コルセーア 上下巻
  - コルセーア～風の暗殺者～
  - コルセーア～記憶の鼓動～
  - コルセーア～月を抱く海～ 全5巻
  - 統べる者たち～コルセーア外伝～
  - 梟の眼～コルセーア外伝～
  - 太陽の標 星の剣～コルセーア外伝～

- エスコートシリーズ
  - エスコートシリーズ（2003年 - 2015年、イラスト：佐々木久美子、リンクスロマンス）
    - エスコート
    - ディール
    - ミステイク
    - フィフス
    - クラッシュ
    - リミット
    - クライアント
    - ダミー
    - フィフティ

  - エスコートシリーズ（文庫版（6巻まで）、2014年 - 2016年、イラスト：佐々木久美子、幻冬舎ルチル文庫L）
    - エスコート
    - ディール
    - ミステイク
    - フィフス
    - クラッシュ
    - リミット

- ラブシーンシリーズ（2006年 - 2010年、イラスト：水名瀬雅良、リンクスロマンス）
  - ラブシーン
  - ファイナルカット
  - クランクイン
  - スピンオフ
  - キャスティング
  - ハッピーエンド

- 桜姫（2006年 - 2007年、イラスト：長門サイチ、キャラ文庫）
  - 桜姫
  - 桜姫 2 ルナティック・ゲーム
  - 桜姫 3 ミスティックメイズ

- RDCイリーズ（2011年 - 2013年、イラスト：亜樹良のりかず、リンクスロマンス）
  - RDC ―レッドドアクラブ―
  - RDC ―シークレット ドア―
  - RDC ―レッドアラート―
  - RDC ─メンバーズオンリー─
  - リーガルトラップ

- 森羅万象（2011年 - 2013年、イラスト：新藤まゆり、キャラ文庫）
  - 森羅万象 狼の式神
  - 森羅万象 水守の守
  - 森羅万象 狐の輿入

- B.B. Baddie buddyシリーズ（2012年 - 2014年、イラスト：周防佑未、ガッシュ文庫）
  - B.B. Baddie buddy
  - B.B. con game
  - 氷刃の雫

- ムーンリットシリーズ2（2013年 - 2016年、イラスト：土屋むう（1巻）・サマミヤアカザ （2巻・5巻）・山岸ほくと（3巻・4巻）、リンクスロマンス）
  - クリスタル ガーディアン
  - シークレット ガーディアン
  - レイジー ガーディアン
  - フェアリー ガーディアン
  - ルナティック ガーディアン

- 満月の夜は吸血鬼とディナーをシリーズ（2017年、イラスト：山岸ほくと、リンクスロマンス）
  - 満月の夜は吸血鬼とディナーを
  - 晴れの日は神父と朝食を

- 王室護衛官シリーズ（2018年 - 2021年、イラスト：サマミヤアカザ（1巻）・みずかねりょう（2巻）、キャラ文庫）
  - 王室護衛官を拝命しました
  - 王室護衛官に欠かせない接待

- 光と影の王（2023年、イラスト：北沢きょう、リンクスロマンス）
  - 光と影の王 上 運命の代償
  - 光と影の王 下 反逆の故国

#### ノンシリーズ作品
- ディアレスト・ジュエル（1997年、イラスト：天野かおる、ECLIPSE ROMANCE）
- クロイツェルソナタの夢（1998年、イラスト：二越としみ、バニラ新書）
- スイーティスト・ポイズン（1998年、イラスト：天野かおる、ECLIPSE ROMANCE）
- ネコより愛して～キャットインフォーカス～（1999年、イラスト：かすみ涼和、ECLIPSE ROMANCE）
- 優しく、して（1999年、イラスト：天野かおる、ECLIPSE ROMANCE）
- キス・アンド・テル（2000年、イラスト：吉永煌、ECLIPSE ROMANCE）
- ハイジャックナイト（2000年、イラスト：巽真理子、バニラ新書）
- 渋滞（2001年、イラスト：天野かおる、ECLIPSE ROMANCE）
- 可愛がってあげる（2001年、イラスト：青樹緫、LAQIA SUPER EXTRA NOVELS）
- ミッション（2002年、イラスト：道原かつみ、クリスタル文庫）
- 晴れ男の憂鬱 雨男の悦楽
  - （2003年、イラスト：山岸ほくと、リンクスロマンス）　
  - （新装版、2013年、イラスト：実相寺紫子、ガッシュ文庫）
- しっぽをかんで（2003年、イラスト：天禅桃子、LAQIA SUPER EXTRA NOVELS）
- きっと最高のロマンス!（2003年、イラスト：樹要、角川ルビー文庫）
- 歯科医は愛を試される（2003年、イラスト：桜城やや、角川ルビー文庫）
- 代議士は恋をささやく（2004年、イラスト：タカツキノボル、角川ルビー文庫）
- ストレイ・リング
  - （2004年、イラスト：山岸ほくと、リンクスロマンス）
  - （新装版、2018年、イラスト：石田要、ガッシュ文庫）
- 純愛は獣を変える（2004年、イラスト：西村しゅうこ、角川ルビー文庫）
- 求愛は主人の特権（2005年、イラスト：西村しゅうこ、角川ルビー文庫）
- 潜入捜査は恋の罠（2005年、イラスト：しおべり由生、角川ルビー文庫）
- コイゴコロ。（2006年、イラスト：高永ひなこ、クリスタル文庫）
- シンプリー・レッド（2008年、イラスト：汞りょう、キャラ文庫）
- ブラッド・クロス（2008年、イラスト：ホノハ、一迅社文庫アイリス）
- 作曲家の飼い犬（2009年、イラスト：羽根田実、キャラ文庫）
- 本日、ご親族の皆様には。（2011年、イラスト：黒沢椎、キャラ文庫）
- 騎士は踊る -マグノリア・ナイツ-（2012年、イラスト：高山しのぶ、一迅社文庫アイリス）
- 幽霊ときどきクマ。（2012年、イラスト：サマミヤアカザ、リンクスロマンス）
- 銀の檻～舌とピアス～（2015年、イラスト：黒田屑、ビーボーイスラッシュノベルズ）
- 宮廷絵師と子爵、もしくは暗殺者と泥棒（2017年、イラスト：Ciel、ガッシュ文庫）
- undercover アンダーカバー（2017年、イラスト：水名瀬雅良、SHYノベルス）
- スカーレット・ナイン（2019年、イラスト：亜樹良のりかず、リンクスロマンス）
- 秘書と野獣（2019年、イラスト：石田惠美、ガッシュ文庫）
- 装うアルファ、種付けのオメガ ～財閥オメガバース～（2020年、イラスト：小山田あみ、ビーボーイスラッシュノベルズ）
- たとえ業火に灼かれても（2022年、イラスト：十月、キャラ文庫）

### 漫画原作
- コルセーア ※小説コミカライズ
  - コルセーア 全3巻＋盈月（2008年 - 2011年、作画：御園えりい、バーズコミックス リンクスコレクション）
  - コルセーア 完全版 上下巻（2014年、作画：御園えりい、バーズコミックス リンクスコレクション）
- 孕むアルファ擬態するオメガ（2020年、作画：宝井さき、ビーボーイコミックスデラックス）
- ライトオブマイライフ（2021年、作画：滝端、gateauコミックス）
- 財閥オメガバース ～復讐のアルファ喘ぐオメガ～（2022年、作画：宝井さき、ビーボーイコミックスデラックス）

短話
- 最凶の恋人 lovin' you -夢の中でも- comic side（2017年、作画：しおべり由生、ビーボーイデジタルコミックス)  ※小説コミカライズ
- 最凶の恋人 roommate -ルームメイト- comic side（2019年、作画：しおべり由生、ビーボーイデジタルコミックス)  ※小説コミカライズ